# Франчиши, Энрико
Энри́ко Франчи́ши (итал. Enrico Francisci; 1884, Пистоя, Тоскана — 11 июля 1943, Кампобелло-ди-Ликата, Сицилия) — итальянский военачальник, принимавший участие в Первой мировой войне, Гражданской войне в Испании и Второй мировой войне.

## Биография
Родился в Монтемурло в 1884 году. Проходил военную службу в Королевской итальянской армии: воевал в Ливии во время Итало-турецкой войны в звании младшего лейтенанта 83-го пехотного полка «Венеция», а затем участвовал в Первой мировой войне, был награждён Серебряной медалью за воинскую доблесть, тремя Бронзовыми медалями за воинскую доблесть, Крестом «За воинскую доблесть» и Крестом за военные заслуги. К концу войны дослужился до звания майора.
После того, как ему было присвоено звание подполковника, был направлен в Ливию. Присоединился к фашизму в 1920 году и после похода на Рим перешёл из Королевской итальянской армии в Добровольную милицию национальной безопасности в звании полковника, командуя 62-м легионом чернорубашечников «Изонцо» в Гориции, а затем 90-м легионом в Пизе.
Во время Второй итало-эфиопской войны командовал 135-м легионом чернорубашечников «Индомита» 1-й чернорубашечной дивизии «23 Марта» и был награжден ещё одной Серебряной медалью за военную доблесть за свою роль в битве при Амба-Арадом.
После того, как ему было присвоено звание бригадного генерала, участвовал в Гражданской войне в Испании в составе Итальянского экспедиционного корпуса, командуя группой чернорубашечников «23 Марта», а в сентябре 1937 года участвовал в битве при Сантандере и был повышен в звании до генерал-майора за военные заслуги.
Оставил военную службу в 1939 году из-за ограничений по возрасту, но затем вернулся после начала Второй мировой войны. 
В июле 1942 года был назначен командующим подразделением чернорубашечников «23 Марта», состоящим из шести батальонов чернорубашечников, прикрепленных к 8-й армии, развернутой на Восточном фронте. В сентябре 1942 года его войска отразили нападение советских войск на Дону, а в ноябре Энрико Франчиши был ранен и выведен с фронта. Затем был назначен генеральным инспектором командования вооружёнными силами на Сицилии.
10 июля 1943 года, после высадки союзников на Сицилии, генерал Альфредо Гуццони, командующий 6-й армией, поручил Энрико Франчиши координировать контратаку на позиции американских войск, высадившихся в Ликате. На рассвете 11 июля 1943 года он возглавил контратаку 177-го полка берсальеров и 161-й самоходной артиллерийской группы. Во время боя, стоя на самоходном орудии, он был обезглавлен взрывом танкового снаряда недалеко от Фаваротты. Посмертно награждён Золотой медалью за воинскую доблесть и похоронен в Энне.